# Swetlana Wladimirowna Schkolina

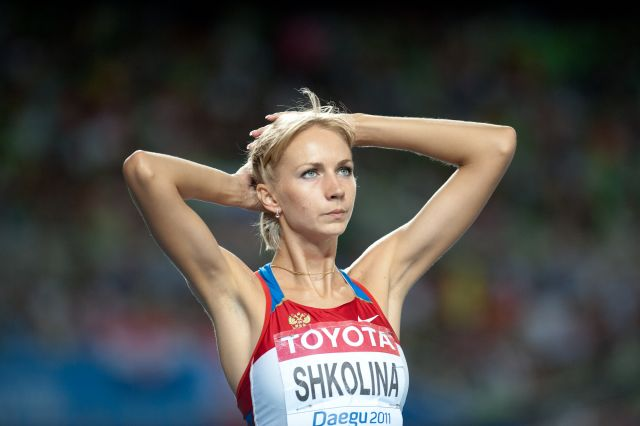
Swetlana Schkolina bei den Weltmeisterschaften 2011 in Daegu

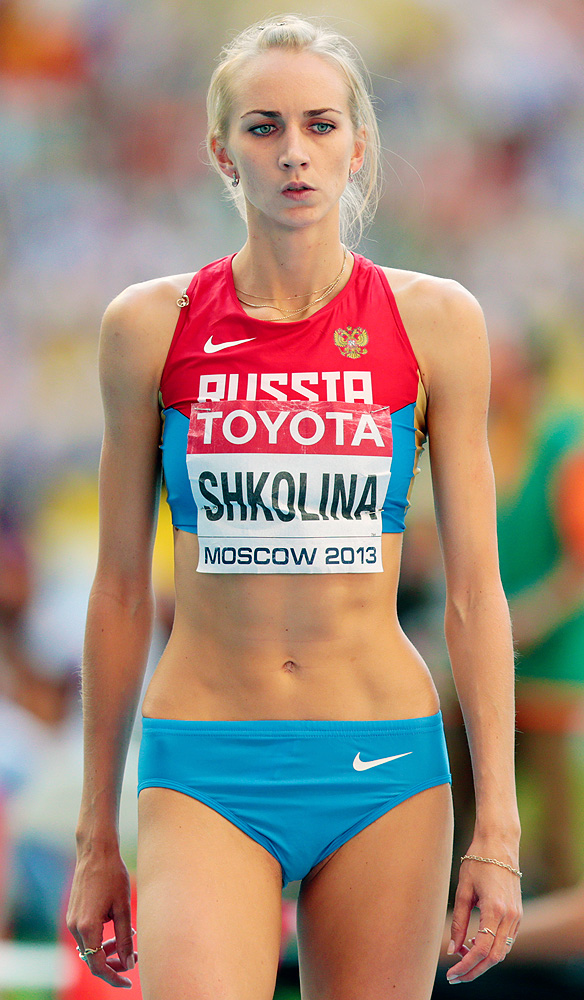
Bei den Weltmeisterschaften 2013

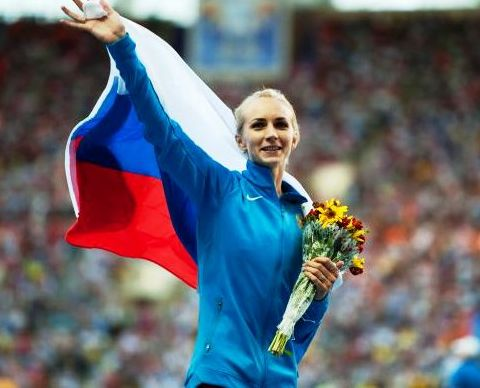
Weltmeisterin 2013

Swetlana Wladimirowna Schkolina (russisch Светлана Владимировна Школина, engl. Transkription Svetlana Vladimirovna Shkolina; * 9. März 1986 in Jarzewo) ist eine gesperrte russische Hochspringerin.

## Jugend
Schkolina gewann bei den Jugendweltmeisterschaften 2003 in Sherbrooke und bei den Juniorenweltmeisterschaften 2004 in Grosseto jeweils die Silbermedaille im Hochsprung. 2005 wurde sie in Kaunas Junioreneuropameisterin.

## Aktive
Im Erwachsenenbereich erreichte sie bei den Olympischen Spielen 2008 in Peking ein großes Finale. Dort belegte sie den vierzehnten Platz. 2009 wurde sie bei den Halleneuropameisterschaften in Turin Vierte und bei den Weltmeisterschaften in Berlin zunächst Sechste. Durch die Disqualifikation Tschitscherowas, rückte sie 2018 nachträglich auf den fünften Platz.
Trotz konstanter Leistungen reichte es für Schkolina in den folgenden Jahren nicht zu Medaillen bei internationalen Wettkämpfen. Bei den Hallenweltmeisterschaften 2010, bei den Europameisterschaften 2010 sowie bei den Halleneuropameisterschaften 2011 belegte sie jedes Mal den vierten Rang. Bei den Weltmeisterschaften 2011 in Daegu wurde sie Fünfte. Dafür gelangen ihr Siege beim Hochsprung mit Musik in Arnstadt und beim Internationalen Hochsprung-Meeting in Eberstadt. Bei den Olympischen Spielen 2012 in London gewann sie die Bronzemedaille mit einer Höhe von 2,03 Meter. Mit der gleichen Höhe wurde sie ein Jahr später in Moskau Weltmeisterin. Bei den Leichtathletik-Weltmeisterschaften 2015 konnte sie wegen eines Achillessehnenrisses ihren Titel nicht verteidigen.

## Dopingsperre
Auf Grundlage des McLaren-Reports wurde Schkolina 2019 wegen Dopings vom Internationalen Sportgerichtshof gesperrt. Die Sperre dauert bis zum 31. Oktober 2021. Außerdem wurden alle Ergebnisse zwischen dem 16. Juli 2012 und dem 28. Juli 2015 annulliert. Nachdem der Internationale Sportgerichtshof die Aberkennung ihrer olympischen Bronzemedaille im April 2021 bestätigt hatte, ging diese an die ursprünglich viertplatzierte Spanierin Ruth Beitia.